# Sokone
Sokone – miasto w Senegalu, w regionie Fatick. Według danych szacunkowych na rok 2007 liczy 12 042 mieszkańców.

## Współpraca
Miejscowość partnerska:
- Zemst, Belgia